# Лис Валерій Валерійович
Вале́рій Вале́рійович Ли́с (нар. 22 січня 1990, смт. Ярмолинці, Хмельницька область) — український Військовослужбовець, підполковник Збройних сил України, 26-ї артилерійської бригади (з 2021), Учасник російсько-української війни. Лицар ордену «Орден Богдана Хмельницького» III ступеня.

## Військове звання
- «Лейтенант» (18 червня 2011)
- «Старший лейтенант» (18 червня 2013)
- «Капітан» (17 вересня 2014)
- «Майор» (17 вересня 2017)
- «Підполковник» (17 вересня 2021)

## Життєпис
Лис Валерій народився 22 січня 1990 року  в смт. Ярмолинці Хмельницької області  в інтелігентній сім`ї. Батько Валерій працював лікарем-рентгенологом районної лікарні, а мати Леоніда займала посаду завідуючої організаційним відділом Ярмолинського райвиконкому. Однак через хвороби батьків ще дитиною переїхав жити до материної вітцівщини – села Ділове, що на Рахівщині, а його опікункою стала рідна тітка Галина, вчителька історії місцевої школи, яку він називає мамою. Тут він і вступив до Діловецької середньої школи. За роки навчання був активістом і старанним учнем. Займався спортом, танцями, малюванням, різьбленням по дереву, співав у різновікових дитячих  хорових колективах, відвідував театральний гурток, складав вірші. Неодноразово був учасником та призером районних олімпіад  і конкурсів. Але з дитинства мріяв стати військовим. Для нього зразком у виборі цієї професії була бабуся по батьковій лінії Лис Євгенія Земівна. Вона під час Другої світової війни в 17 років вступила у пілотну військову школу, що дислокувалася поблизу м. Тайга Кемерівської області (звідти очевидно була і родом). Після закінчення підготовки воювала на фронті у складі відомого жіночого полку (п/п 54824) й літала разом з іншими пілотами на т.зв. «кукурудзяниках», а потім, після переучування, на ЛІ-2, лякаючи нацистів нічними бомбардуваннями, за що вони їх прозвали «нічними відьмами». Також у його виборі відіграли учасник війни дідусь Лис Сергій, з яким вони з бабусею одружилися на фронті, та його рідний дядько Віталій, що в свій час проходив військову строкову службу в Німеччині. Отримавши свідоцтво про неповну середню освіту, Валерій, попри військо-політичну ситуацію в державі, вступив до Київського військового ліцею ім. І. Богуна. На той час уже помер батько, а мати хворіла і згодом, у 2007 році, її теж не стало.
```
   Життя і навчання ліцеїста значно відрізнялися від звичних йому шкільних буднів, але В. Лис швидко призвичаївся та почав успішно освоювати військову справу. Так, у складі кращих ліцеїстів 2000 року, після вишколу в навчальному центрі "Десна», що на Чернігівщині, вперше взяв участь у параді на Хрещатику з нагоди Незалежності України, що потім повторювалося неодноразово. Згодом добре склав іспити та вступив до Львівського інституту Сухопутних військ ім.. гетьмана Петра Сагайдачного, який потім став Львівською Національною академією Сухопутних військ.
  Курсантські роки минули досить швидко і «випустився» Валерій з академії теж із значними здобутками. Тут склав присягу на вірність українському народові, став командиром відділення, а згодом і групи, отримав перші військові звання молодшого сержанта, а ще через якийсь час і сержанта. Три рази брав  участь у багатосторонніх міжнародних навчаннях Україна – НАТО під назвою «Rapid Trident», де був перекладачем англійської мови (згодом отримав диплом перекладача). Впродовж навчання, крім занять спортом, тактичною та вогневою підготовкою, маючи відмінні знання та навички в стройовій підготовці, навчав та здійснював управління підрозділом почесної варти НАСВ. Підрозділ постійно брав участь у церемоніях нагородження, зустрічах високопосадовців керівного складу держави, віддавання почестей померлим військовослужбовцям та інших різного роду заходах. 18 червня 2011 року закінчив академію з відзнакою та отримав перше офіцерське звання лейтенанта й за розподіленням потрапив на службу до столиці. Став контрактником,адже уклав контракт на військову службу протягом 5 років,який потім продовжив.
  Там у складі в 101-й Окремій бригаді охорони Генерального штабу Збройних Сил України, як командир І-го взводу 4-ї роти 2-го батальйону, Валерій  реально познайомився з таким поняттям як варта.  Рутинне життя у військовій частині закрутилося й так молодий офіцер почав шлях службовою драбиною і вже 2013-го року отримав чергове військове звання старшого лейтенанта. Це були важкі часи скорочення і реформування Збройних сил України в маленьку але добре оснащену контрактну армію.
  У 2014 році вже йшов третій місяць антитерористичної операції в районі Донбасу та Валерій з товаришами ще не були в районі АТО. 18 квітня 2014 року командира І-го взводу охорони призначають командиром взводу бронетранспортерів. 2 червня того ж року, згідно наказу, зібравши речі, підготувавши техніку та особовий склад в складі зведеної ротної тактичної групи вирушив на фронт. Після трьох днів маршу підрозділ РТГр  прибув у визначений район і приступив до охорони та оборони базового табору «Сармат» у Краматорську. Відтоді підрозділ старшого лейтенанта В. Лиса, який отримав від побратимів позивний «Хитрий», здійснював супровід вантажів та конвоювання особового складу й техніки у підпорядкованому секторі. Перший конвой був найважчим. Він пролягав по маршруту Краматорськ – Савур-Могила – Дебальцево – Краматорськ. Успішно виконавши завдання та повернувшись назад, Валерій отримав нові вказівки. Він зі своїм взводом повинен був супроводити групу управління сектору «С» до Дебальцевого та залишившись там здійснюючи їхню охорону та оборону. Тут під обстрілами особовий склад молодого командира розбив польовий табір, обладнав укриття та окопи для ведення вогню. На той час у секторі не вистачало розвідувальних підрозділів, тому командування РТГр  запропонувало йому очолити розвідувальну групу, яка успішно виконала 19-ть бойових виходів у розвідку. Найважчим розвід-виходом був 14-й, під час якого поблизу населеного пункту Комісарівка, натрапивши на блок-пост противника, група Валерія під мінометним вогнем розбила сепаратистів без жодних втрат особового складу, а блок-пост знищила, За мужність, самовідданість та героїзм 17 вересня 2014 року Валерію Валерійовичу Лису присвоюють військове звання «капітан» достроково.
   Згодом він займає наступні посади, зразково веде службу, але 8 жовтня за день до довгоочікуваної ротації, капітан Лис з групою воїнів виїхав на останнє завдання по маршруту Дебальцево – Вуглегірськ – Світлодарськ. Однак не доїхавши до Світлодарська  5 км., бронетранспортер БТР-80 здійснив наїзд на протитанкову міну ТМ-72, унаслідок чого підірвався. З численними травмами Валерій та два його бійці були направлені в польовий шпиталь м. Дебальцево, звідки були переправлені до Центрального військово – клінічного госпіталю Києва.
   Після нетривалого курсу лікування, 23 грудня 2014 року молодий капітан був призначений командиром роти охорони 2-го батальйону 101-ї Окремої бригади. 17 лютого 2015 року їде на тримісячну ротацію в м. Бахмут. Потрібно було допомогти бійцям, які в той час виходили з Дебальцевського плацдарму, що і було зроблено. Наступна ротація була з березня по червень 2016 року. Загалом в АТО капітан Лис перебував 10 місяців. За бойові заслуги, високий професіоналізм, самовідданість та глибокий патріотизм Валерій Валерійович, крім багатьох подяк і грамот, відзначений 11-ма нагородами серед яких є медаль «Захиснику Вітчизни» та орден «Богдана Хмельницького 3-го ступеня». У вересні 2017 року отримав звання майора.
   Одружений. Його сім`я проживає в Києві. Жінка Ганна Василівна (
до шлюбу
 Антосяк) працює лікаркою в одній з київських дитячих поліклінік.
  Наразі В. В. Лис проходить службу в тій ж самій військовій частині на посаді начальника відділення бойової підготовки 101-ї Окремої бригади Генштабу ЗСУ.
  Постійно розробляє документи бойової підготовки, бере участь у командно-штабних та тактичних навчаннях, організовує та проводить польові виходи з підлеглими та підпорядкованими підрозділами, використовує свій бойовий досвід під час навчання молодого поповнення строковиків та військовослужбовців за контрактом захищати Батьківщину. А як отримує чергову відпустку, завжди приїжджає до рідного села Ділове, де досі живуть його родина та друзі.
```

## Нагороди
- орден Богдана Хмельницького III ступеня (2016) — за особисту мужність, самовідданість і високий професіоналізм, виявлені у захисті державного суверенітету та територіальної цілісності України, вірність військовій присязі
- Нагрудний знак «Ветеран війни».
- Нагрудний знак «За військову доблесть»
- Нагрудний знак «Знак пошани»
- Нагрудний знак «За зразкову службу»
- Нагрудний знак «101 ОбрО ГШ ЗСУ»
- Медаль «Захиснику Вітчизни»
- Медаль «За участь в антитерористичній операції»
- Медаль «За поранення»» 2 ступеня
- Медаль «10 років сумлінної службі»
- Нагрудний знак Учасник АТО.
- Медаль «20 років 101 ОБрО ГШ ЗСУ»
- Медаль «25 років 101 ОБрО ГШ ЗСУ»
- Медаль «За жертовність і любов до України»
- Медаль «Честь, Слава, Держава»
- Медаль «Учасник військового пораду»